# اولگا کالیتسکا
اولگا کالیتسکا (لهستانی: Olga Kalicka؛ ‏ زادهٔ ۴ اوت ۱۹۹۳) بازیگر اهل لهستان است.
از فیلم‌ها یا مجموعه‌های تلویزیونی که وی در آن‌ها نقش داشته‌است، می‌توان به یک خانواده لهستانی،‌ خانه کشیش، دختران خریدنی، قانون حقیقی، بلفر، در خوشی و سختی، در خیابان سپولنی، مجرد و ع چون عشق اشاره نمود.